# Vladikavkaz
Vladikavkaz (tiếng Nga: Владикавказ) là thủ phủ của Cộng hòa Bắc Ossetia-Alania, Nga. Nó nằm ở phía đông nam của nước cộng hòa ở chân đồi của dãy núi Kavkaz, nằm trên sông Terek. Dân số chủ yếu bao gồm người Ossetia, người Nga, người Armenia và người Gruzia. Dân số: 315.068 (điều tra dân số 2002). Vladikavkaz là một trong những thành phố đông dân nhất ở vùng bắc Kavkaz.
Thành phố là một trung tâm công nghiệp và giao thông. Ngành sản xuất bao gồm chế biến kẽm và chì, máy móc, hóa chất, quần áo, và các đồ thực phẩm.

## Lịch sử
Năm 1784, một pháo đài được thành lập ở làng Dzaug (sau này là Vladikavkaz) tại vùng hữu ngạn sông Terek, với mục đích là điểm an ninh cho các tuyến đường liên lạc giữa Nga và Gruzia. Đường cao tốc quân sự Gruzia, băng qua những ngọn núi, được xây dựng vào năm 1799 để nối thành phố với Gruzia ở phía nam. Đến năm 1875, một tuyến đường sắt được xây dựng để nối nó với Rostov-na-Donu và Baku ở Azerbaijan. Vladikavkaz đã trở thành một trung tâm công nghiệp quan trọng của khu vực, với các ngành công nghiệp lọc dầu và hóa chất.
Đây là một trong những thành phố lớn nhất ở Kavkaz do Nga kiểm soát, cùng với Grozny. Nó là thủ đô của Cộng hòa Xã hội Chủ nghĩa Xô viết Tự trị Miền núi do Liên Xô thành lập, tồn tại từ năm 1921 đến năm 1924. Ngày nay nó là một phần của Chechnya, Bắc Ossetia và Kabardino-Balkaria.
Trong các giai đoạn 1931 – 1944 và 1954 – 1990, thành phố mang tên Ordzhonikidze (Орджоники́дзе).
Vladikavkaz đã từng chiến đấu trong cả Nội chiến Nga lẫn Thế chiến thứ hai. Vào tháng 2 năm 1919, quân tình nguyện chống Cộng sản dưới quyền của tướng Anton Denikin đã chiếm giữ thành phố trước khi bị Hồng quân đánh bại vào tháng 3 năm 1920. Đầu tháng 11 năm 1942, lực lượng của Đức Quốc xã cố gắng chiếm thành phố nhưng không thành công.
Vào ngày 26 tháng 11 năm 2008, Vitaly Karayev, thị trưởng của Vladikavkaz đã bị giết bởi một tay súng không xác định. Vào ngày 31 tháng 12 năm đó, người kế nhiệm của ông, Kazbek Pagiyev, cũng bị giết bởi các tay súng không rõ danh tính.

## Địa vị hành chính
Vladikavkaz là thủ phủ nước cộng hòa Bắc Ossetia-Alania. Trong khuôn khổ của các đơn vị hành chính, Thành phố trực thuộc nước cộng hòa Vladikavkaz bao gồm Vladikavkaz cùng với 6 khu dân cư nông thôn, có địa vị ngang bằng với các huyện. Là một đơn vị đô thị, Thành phố trực thuộc nước cộng hòa Vladikavkaz được hợp thành Okrug đô thị Vladikavkaz.

## Địa lý

### Khí hậu
Vladikavkaz có khí hậu lục địa ẩm (phân loại khí hậu Köppen Dfb) với mùa hè ấm áp, ẩm ướt còn mùa đông lạnh và khô hơn.
| Dữ liệu khí hậu của Vladikavkaz          | Dữ liệu khí hậu của Vladikavkaz | Dữ liệu khí hậu của Vladikavkaz | Dữ liệu khí hậu của Vladikavkaz | Dữ liệu khí hậu của Vladikavkaz | Dữ liệu khí hậu của Vladikavkaz | Dữ liệu khí hậu của Vladikavkaz | Dữ liệu khí hậu của Vladikavkaz | Dữ liệu khí hậu của Vladikavkaz | Dữ liệu khí hậu của Vladikavkaz | Dữ liệu khí hậu của Vladikavkaz | Dữ liệu khí hậu của Vladikavkaz | Dữ liệu khí hậu của Vladikavkaz | Dữ liệu khí hậu của Vladikavkaz |
| Tháng                                    | 1                               | 2                               | 3                               | 4                               | 5                               | 6                               | 7                               | 8                               | 9                               | 10                              | 11                              | 12                              | Năm                             |
| ---------------------------------------- | ------------------------------- | ------------------------------- | ------------------------------- | ------------------------------- | ------------------------------- | ------------------------------- | ------------------------------- | ------------------------------- | ------------------------------- | ------------------------------- | ------------------------------- | ------------------------------- | ------------------------------- |
| Cao kỉ lục °C (°F)                       | 20.2 (68.4)                     | 23.0 (73.4)                     | 30.3 (86.5)                     | 34.0 (93.2)                     | 35.0 (95.0)                     | 38.0 (100.4)                    | 37.5 (99.5)                     | 39.2 (102.6)                    | 38.2 (100.8)                    | 33.5 (92.3)                     | 27.0 (80.6)                     | 27.1 (80.8)                     | 39.2 (102.6)                    |
| Trung bình ngày tối đa °C (°F)           | 3.0 (37.4)                      | 3.2 (37.8)                      | 7.7 (45.9)                      | 14.8 (58.6)                     | 19.4 (66.9)                     | 23.2 (73.8)                     | 25.7 (78.3)                     | 25.4 (77.7)                     | 20.8 (69.4)                     | 15.1 (59.2)                     | 8.4 (47.1)                      | 4.3 (39.7)                      | 14.3 (57.7)                     |
| Trung bình ngày °C (°F)                  | −1.9 (28.6)                     | −1.7 (28.9)                     | 3.0 (37.4)                      | 9.5 (49.1)                      | 14.1 (57.4)                     | 18.0 (64.4)                     | 20.6 (69.1)                     | 20.1 (68.2)                     | 15.6 (60.1)                     | 9.8 (49.6)                      | 3.6 (38.5)                      | −0.7 (30.7)                     | 9.2 (48.6)                      |
| Tối thiểu trung bình ngày °C (°F)        | −5.6 (21.9)                     | −5.7 (21.7)                     | −0.9 (30.4)                     | 5.1 (41.2)                      | 9.6 (49.3)                      | 13.5 (56.3)                     | 16.1 (61.0)                     | 15.7 (60.3)                     | 11.2 (52.2)                     | 5.7 (42.3)                      | 0.1 (32.2)                      | −4.2 (24.4)                     | 5.1 (41.2)                      |
| Thấp kỉ lục °C (°F)                      | −27.2 (−17.0)                   | −27.8 (−18.0)                   | −22.0 (−7.6)                    | −8.9 (16.0)                     | −2.8 (27.0)                     | 2.2 (36.0)                      | 7.5 (45.5)                      | 6.0 (42.8)                      | 0.0 (32.0)                      | −10.0 (14.0)                    | −22.2 (−8.0)                    | −25.0 (−13.0)                   | −27.8 (−18.0)                   |
| Lượng Giáng thủy trung bình mm (inches)  | 31 (1.2)                        | 34 (1.3)                        | 54 (2.1)                        | 85 (3.3)                        | 140 (5.5)                       | 175 (6.9)                       | 109 (4.3)                       | 89 (3.5)                        | 75 (3.0)                        | 60 (2.4)                        | 46 (1.8)                        | 31 (1.2)                        | 929 (36.5)                      |
| Lượng tuyết rơi trung bình cm (inches)   | 11 (4.3)                        | 17 (6.7)                        | 11 (4.3)                        | 15 (5.9)                        | 0 (0)                           | 0 (0)                           | 0 (0)                           | 0 (0)                           | 0 (0)                           | 7 (2.8)                         | 10 (3.9)                        | 10 (3.9)                        | 81 (31.8)                       |
| Số ngày giáng thủy trung bình            | 6                               | 6                               | 8                               | 10                              | 14                              | 14                              | 11                              | 9                               | 8                               | 7                               | 7                               | 6                               | 106                             |
| Độ ẩm tương đối trung bình (%)           | 79                              | 79                              | 78                              | 74                              | 76                              | 76                              | 74                              | 75                              | 79                              | 80                              | 81                              | 80                              | 78                              |
| Số giờ nắng trung bình tháng             | 111.6                           | 120.4                           | 127.1                           | 144.0                           | 186.0                           | 201.0                           | 220.1                           | 210.8                           | 153.0                           | 130.2                           | 111.0                           | 102.3                           | 1.817,5                         |
| Nguồn 1: Pogoda.ru.net                   |                                 |                                 |                                 |                                 |                                 |                                 |                                 |                                 |                                 |                                 |                                 |                                 |                                 |
| Nguồn 2: Tổ chức Khí tượng Thế giới (UN) |                                 |                                 |                                 |                                 |                                 |                                 |                                 |                                 |                                 |                                 |                                 |                                 |                                 |